# مقتگاچا
مقتگاچا (به لاتین: Muktagacha) یک منطقهٔ مسکونی در بنگلادش است که در ناحیه میمن‌سینگ واقع شده‌است. مقتگاچا ۳۱۴٫۷۱ کیلومتر مربع مساحت و ۴۱۵٬۴۷۳ نفر جمعیت دارد.